# Wilant van Gils
Wilant van Gils ('s-Hertogenbosch, 29 juni 1979) is een Nederlandse professionele veldrijder en mountainbiker die uitkwam voor ZZPR.NL.  

## Carrière
Van Gils werd bij de beloften tweemaal Nederlands Kampioen veldrijden. Op het Nederlands Kampioenschap in 2003 en 2004 werd Van Gils tweede achter Richard Groenendaal. In 2004 was hij dicht bij de overwinning en zaten er maar enkele seconden tussen hem en Groenendaal. In 2005 werd Van Gils derde achter Gerben de Knegt en Richard Groenendaal.
De beste prestatie van Wilant van Gils in een wereldbekercross was in Milaan op 8 december 2005, waar hij vijfde werd.